# Holotrichia acutangularis
Holotrichia acutangularis är en skalbaggsart som beskrevs av Moser 1918. Holotrichia acutangularis ingår i släktet Holotrichia och familjen Melolonthidae. Inga underarter finns listade i Catalogue of Life.